# Eutriconodonta

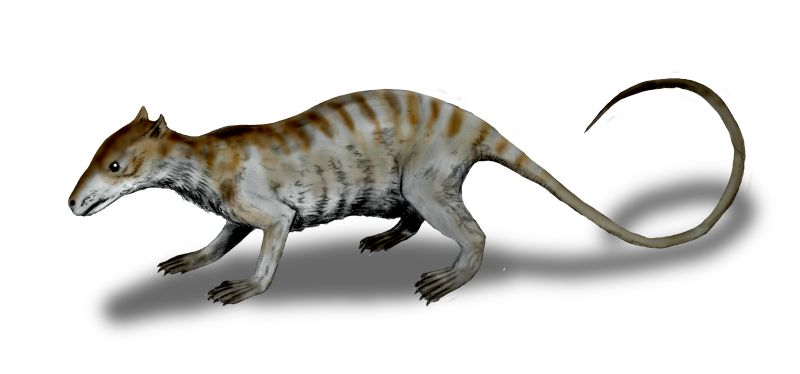
Jeholodens jenkinsi

Az Eutriconodonta az emlősök (Mammalia) osztályának egyik fosszilis rendje.

## Tudnivalók
Az Eutriconodonta rend nevét 1973-ban Kermack és társai alkották meg, hogy helyettesítsék a Triconodonta parafiletikus csoportot. Manapság összevonták e két csoportot. Az Eutriconodonta-faj a jura és a kréta időszakokban éltek. E mezozoikumi állatok, amelyek egyébként a valódi emlősök közé tartóztak Eurázsia, Észak- és Dél-Amerika területein fordultak elő.
A szintén mezozoikumban élő Morganucodonta és Docodonta rendeket az emlős osztályon kívül az úgynevezett „korona csoport”-ba helyezik az őslénykutatók.

## Rendszerezés
A rendbe az alábbi családok és bizonytalan helyzetű nemek tartoznak:
- Amphidontidae
- Amphilestidae
- ?Bocaconodon
- Jeholodentidae
- Liaoconodon - nincs családba foglalva
- Triconodontidae

### Fordítás
- Ez a szócikk részben vagy egészben  az   Eutriconodonta című angol Wikipédia-szócikk ezen változatának fordításán alapul.  Az eredeti cikk szerkesztőit annak laptörténete sorolja fel. Ez a jelzés csupán a megfogalmazás eredetét és a szerzői jogokat jelzi, nem szolgál a cikkben szereplő információk forrásmegjelöléseként.